# Jarosite
La jarosite è un minerale appartenente al gruppo dell'alunite del quale costituisce il termine della serie contenente potassio. È stato descritto nel 1852 da Johann Friedrich August Breithaupt. Il nome deriva da quello della località dove è stato scoperto, Barranco Jaroso nel sud della Spagna. È un solfato idrato basico di potassio e ferro che, oltre a esser presente in natura, è un sottoprodotto dei processi di produzione dello zinco nella fase di raffinazione.
La jarosite forma varie serie: forma probabilmente una serie completa con l'alunite per sostituzione del ferro con l'alluminio ma i termini intermedi sono rari; per sostituzione del potassio con il sodio forma una serie con la natrojarosite e ancora per sostituzione del potassio con lo ione idronio forma una serie con l'idroniojarosite.

## Abito cristallino
Subedrale a grana fine: si presenta come cristalli di dimensioni fini non sempre ben formati. I cristalli di solito sono piccoli, pseudocubici {01-13} o tabulari {0001}.

## Origine e giacitura
La jarosite si forma nei giacimenti per ossidazione dei solfuri di ferro ed è spesso associata allo scolo di acque acide e di ambienti ricchi di solfati acidi.

## Forma in cui si presenta in natura
Tipicamente si presenta in forma di croste granulari, massiva (da polverulento a terroso), fibrosa, concrezionaria.